# 小嶋歳晴
小嶋 歳晴（こじま としはる、1951年 - ）は、日本の実業家。神奈川県出身。UBS証券元代表取締役会長兼最高経営責任者（CEO）。日興ソロモン・スミス・バーニー証券（現・日興シティグループ証券）元CEO。

## 人物・経歴
神奈川県出身。上智大学外国語学部卒業。1973年、野村證券株式会社（現・野村ホールディングス株式会社）に入社。その後、日興ソロモン・スミス・バーニー証券（現・日興シティグループ証券）CEO、シティグループ・プリンシパル・インベストメンツ・ジャパンのバイス・チェアマン（副会長）等を歴任。
2009年、UBS証券最高経営責任者（CEO）に就任。同社が日本において営業を開始した1986年以来初の日本人CEOとなった。
2012年、同社の株式会社への組織変更に伴い、UBS証券株式会社代表取締役会長兼最高経営責任者（CEO）に就任。